# Casa Solé (Vilallonga del Camp)
Casa Solé és una obra del municipi de Vilallonga del Camp (Tarragonès) inclosa en l'Inventari del Patrimoni Arquitectònic de Catalunya.

## Descripció
La Casa Solé està situada al carrer Major, just a la cantonada amb el carrer de Sant Martí. Costa de planta baixa, pis i golfes. La planta baixa té un arc de mig punt que serveix d'accés a la casa i que està fet amb grans carreus adovellats; al costat d'aquest arc d'entrada hi ha un arc rebaixat que emmarca un petit mirador.
El pis noble té una balconada correguda i les golfes dues petites finestres. Per sobre de les golfes hi ha una cornisa motllurada que remata tota la façana. La casa ocupa un gran solar i per la part que dona al carrer Sant Martí es veu millor l'antiga factura de la casa.
Tota la paret de la façana principal ha estat restaurada i arrebossada. Al costat de la galeria correguda del pis noble s'observen restes d'una antiga inscripció amb una data difícil de llegir (1700?).

## Història
La casa ha sofert fortes restauracions, conservant-ne poca cosa de l'estructura primitiva.